# جيمس كليمنت دان
جيمس كليمنت دان (بالإنجليزية: James Clement Dunn)‏ هو دبلوماسي أمريكي، ولد في 27 ديسمبر 1890 في نيوآرك في الولايات المتحدة، وتوفي في 10 أبريل 1979 في ويست بالم بيتش في الولايات المتحدة.

## وصلات خارجية
- جيمس كليمنت دان على موقع مونزينجر (الألمانية)
- جيمس كليمنت دان على موقع إن إن دي بي (الإنجليزية)